# 羅英笏
羅英笏，福建沙县人，清朝政治人物、武進士出身。
乾隆四年，登進士一甲第三名，武探花、授御前侍卫、武显大夫。